# OM System OM-3
Das Kameramodell OM System OM-3 ist ein digitales, spiegelloses Systemkameragehäuse des Herstellers OM Digital Solutions, das im Februar 2025 vorgestellt wurde.

## Technische Merkmale und Neuerungen
Die technischen Merkmale der Kamera liegen zwischen der OM-1 und der OM-5. Das kompakt und flach gestaltete Gehäuse besitzt weder einen Griff noch eine Daumenablage. Damit ähnelt es der analogen Olympus OM-1 von 1972. Es eignet sich damit auch weniger für die Arbeit mit schweren und langen Objektiven, sondern eher für Street- und Reisefotografie.
Als erste Kamera von OM-System verfügt die OM-3 über ein Kreativrad auf der Vorderseite, das von der Olympus Pen-F übernommen wurde. Damit lassen sich Farb- und Schwarzweiß-Profile sowie die Art-Filter aufrufen und modifizieren. Ebenfalls neu ist eine Taste zum Aufruf der „Computational Photography“-Funktionen. Dazu zählen der digitale Neutraldichtefilter, High-Res-Shots mit und ohne Stativ, HDR, Focus stacking und Mehrfachbelichtungen.
Gegenüber der OM-1 besitzt die OM-3 einen geringer aufgelösten Sucher, es fehlen der Joystick, der zweite Speicherkarten-Slot sowie Anschlüsse für Batteriegriff und Kabelauslöser.